# Сапуньжа
Сапуньжа (мар. Шап Унчо) — деревня в Моркинском районе Республики Марий Эл. Входит в состав Шоруньжинского сельского поселения.

## География
Находится в юго-восточной части республики Марий Эл на расстоянии приблизительно 27 км по прямой на восток от районного центра посёлка Морки.

## История
Известна с 1839 года как выселок Сап Уньжа Кулле-Куминской волости, где находилось 10 дворов, насчитывалось 34 души мужского пола. В 1859 году здесь (околоток Сап-Уньжа) проживали 100 человек. В начале XX века в деревне было 28 дворов, проживали 163 человека, в 1924 году 175 человек, большинство мари. В 1959 году в деревне находилось 45 домов, проживали 195 человек, большинство мари. В 2004 году в деревне находилось 41 хозяйство. В советское время работали колхозы «Ямблат» и «Передовик».

## Население
Население составляло 128 человек (мари 100 %) в 2002 году, 129 в 2010.